# Ordoño de Astorga
San Ordoño (? - c. 1065) fue obispo de Astorga en el siglo XI.
Las noticias acerca de este prelado son confusas y contradictorias, presumiblemente por haber sido confundido con otros del mismo nombre que también fueron obispos de Astorga por las mismas fechas. Algunos autores lo mencionan como monje benedictino del monasterio de Sahagún en tiempos de Sampiro, aunque otros consideran que no hay razones fundadas para considerarle como tal. Tampoco está clara la fecha en la que se posesionó del obispado, que algunos señalan en 1055, y otros adelantan hasta 1062, basándose en el epitafio de su sepultura.
El episodio más conocido de su episcopado, en el que todos los autores concuerdan, es su protagonismo en la traslación del cuerpo de San Isidoro desde Sevilla a León: en 1063 el rey Fernando I de León organizó una expedición militar contra Mérida, en la Taifa de Badajoz, y desde allí comisionó a Ordoño y al obispo de León Albito para que acompañados por Gonzalo Núñez de Lara y los condes Fernando Ansúrez y Gonzalo Salvadórez fueran hasta Sevilla con la misión de recuperar el cuerpo de Santa Justa; no consiguieron encontrar los restos de ésta, pero sí los de San Isidoro, quien revelándose a Albito le comunicó el lugar de su sepultura, anunciándole también su próxima muerte. Efectivamente, el obispo leonés murió una semana después de hallar el sepulcro del santo, y con la anuencia del rey abadí de la Taifa de Sevilla Al-Mutadid, Ordoño regresó con los cuerpos de ambos, que depositó en la iglesia de San Juan de León; en agradecimiento, el rey le recompensó concediéndole el monasterio de Santa Marta de Tera.
En su epitafio, que algunos toman como fuente, se le menciona explícitamente como fallecido el 23 de febrero de 1065, aunque su firma todavía aparece en documentos de 1066; es posible que el epitafio pudiera tener las fechas equivocadas por haber sido colocado bastantes años después de su fallecimiento, aunque no hay constancia de ello por no haber sido estudiado convenientemente. Dicho epitafio fue descubierto en 1740 en la remodelación de la iglesia de Santa Marta de Astorga, ocasionando que el obispo Pedro de Cáceres iniciase las averiguaciones conducentes a esclarecer la santidad de Ordoño, en las que intervinieron Martín Sarmiento y Benito Jerónimo Feijoo. En 1903 sus restos fueron trasladados al Palacio Episcopal de Astorga.
Su festividad se celebra el 23 de febrero.
| «Detén el llanto, lector, al ver la pira Que funestos despojos no en sí acoge Si de virtudes la abundante troje Que al zafir trasladado las recoge. Un prelado a quien Astorga admira, Y ausente le suspira todo el mundo, Porque no halla a Ordoño otro segundo En cuantos doctos, virtuosos en sí mira: Porque un prelado docto y virtuoso, Tardo al castigo, al premio presuroso, Prompto al desvalido, quanto a sí negado, De propios y extraños perpetuo consuelo, Tres años Astorga y después el Cielo Perpetuo le goza, pues lo había dado». |